# Индустријска и комерцијална банка Кине
Индустријска и комерцијална банка Кине  (скр. ICBC) мултинационална је кинеска банкарска компанија.
Основана као друштво капитала 1. јануара 1984. ICBC је државна комерцијална банка. Уз капитал који је обезбедило Министарство финансија Кине, основни капитал банке 2013. године био је највећи од хиљаду глобалних банака, и стога је ово прва банка са седиштем у Кини која је остварила овај престиж у савременој историји. Након тога, рангирана као највећа банка на свету у 2017. и 2018. години, према укупној активи, (31. децембара 2020, 4,324 трилиона америчких долара), ICBC је била позиционирана на 1. месту листе водећих 1000 светских банака, сваке године од 2012. до 2019, и прва (2019) на Форбсовој глобалних 2000 листи највећих светских јавних компанија. Одбор за финансијску стабилност сматра је системски важном банком.

## Историја

### Предуслови од 1948–1979
Од 1948. монобанкарски систем Кине била је Народна банка Кине, која је пружала кредите и зајмове, и омогућавала пословање комерцијалном сектору. Током 1978. до 1979. године кинеска влада је покренула банкарску реформу, са изричитом жељом да оснује централну банку која би пратила четири укупне специјализоване банке у државном власништву, једна од који је ICBC.

### 1979–1985
Направљен је двостепени банкарски систем.

### 1984–2005
По праву контрадикције у економском функционисању владе Кине, Народне Републике, Државног савета Кине, током септембра 1983. године донета је одлука о раздвајању одређених активности владе на искључиво оперативну организацију, касније названу Индустријска и комерцијална банка Кине, основану 1. јануара 1984.  је била тада четврта од четири специјализоване банке формиране током периода 1978–1979, од преузимања контроле над комерцијалним активностима („индустријски кредитни и штедни послови“) од Народне банке Кине како би се потоња трансформисала у новоосновану централну банку.
ICBC је отворила подружницу у Луксембургу, која је 2011. постала европско седиште банке. ICBC (Европа) С.А. управља мрежом која покрива филијале у великим европским градовима, наиме Паризу, Амстердаму, Бриселу, Милану, Мадриду, Барселони, Варшави и Лисабону.